# Кондря Костянтин Абрамович
Костянтин Абрамович Кондря (також Карол Кондра і Карол Кон; справжнє ім'я та прізвище — Калмен (Колмен) Абрамович Кон; рум. Constantin Condrea; нар. 27 листопада 1920, Дорогой, Молдавія, Румунія — 2 серпня 2009, Сіетл, США) — молдовський поет, драматург, перекладач і сценарист.

## Біографія
Костянтин Кондря (Колмен Абрамович Кон) народився в молдовському містечку Дорогой (зараз в Ботошані жудець (повіт) Румунії) 1920 року в родині шхита. Ріс і навчався в Плоєшті (жудець Прахова), закінчив бухарестський ліцей «Cultura». 1940 року з приєднанням Бессарабії до СРСР переїхав у Кишинів. Закінчив Кишинівський державний педагогічний інститут ім. Іона Крянге 1945 року.
Працював у редакціях молдовських газет «Тінерімя Молдовей» (Молодь Молдови) і «Скинтея Леніністе» (Ленінська іскра), у літературному журналі «Ністру» (Дністер) і сатиричному — «Кіперуш» (Перчик).
Перший віршований збірник «Тінереце» (Молодість) вийшов 1949 року, пізніше видані кілька збірок і том вибраних поезій «Версурь» (Вірші) 1958 року. У 1950-70-х роках окремими виданнями виходили гумористичні вірші і нариси Кондри як молдовською мовою, так і в перекладі російською мовою: «Вірші» (1955), «Чорт не дрімає» (1965), «Коли я був довідковим бюро» (1979) та інші. Як драматург дебютував 1957 року історичною драмою в чотирьох діях «Зіле де кумпене» (Дні випробувань) (1959); 1960 року опублікував ліричну комедію «Флорь де кимп» (Польові квіти); 1971 року російською мовою вийшла комедія в трьох діях «Діти і яблука» (молдовське видання «Копій ши мереле» — 1961); автор п'єс «Людина з Валенсії» та «І навіть через сто років …».
Костянтин Кондря також автор книг для дітей і юнацтва, збірки про походження крилатих слів давньогрецької міфології (1979), автор сценарію художньої стрічки «При спробі до втечі» (1965, спільно з С. Шляху), кінокомедії «Весілля в палаці» (1969), історичної драми «Дмитро Кантемір» (1971) і мультиплікаційного фільму «Гаманець з грошиками» (1970) кіностудії Молдова-філм.
Окремими виданнями в перекладах Костянтина Кондри молдовською мовою вийшли «Комедії» (Comedii) Мольєра (1954, також «Скупий» і «Вчені жінки» — 1972), «Гірський вінець» (Cununa munţilor) Петра II Петровича-Негуша (1954), «Земля» (Pământ) Лі Гі Єна (1955), вірші Овсія Дріза (1962), «Школа лихослів'я» (Şcoala calomniei) Річарда Шерідана (1969), «Ляльковий дім» (Casa cu păpuşi) Генріка Ібсена (1971), «Вибрані вірші» (Cânturi alese) Квінта Горація Флакка (1971), «П'єси» (Piese) Лопе де Веги (1978), «Трагедії» (Tragedii) Шекспіра (1978), «Будденброки» (Casa Buddenbrock) Томаса Манна (1979), «Три мушкетери» (Cei trei muşchetari) Олександра Дюма (1979), «Король бавиться» (Regele se amuză) Віктора Гюго (1981).
З 1979 року — відмовник, виключений з молдовської Спілки письменників і звільнений з роботи (в ці роки займався перекладами через знайомих літераторів, наприклад, разом з А. А. Козмеску переклав молдовською мовою роман І. Г. Еренбурга «Буря»). З 1988 року проживав в Сіетлі, публікував замітки в російськомовній пресі Америки (газети «Русский мир», «Єврейський світ» і «Форвертс»).